# Pablo Carreño Busta
Pablo Carreño Busta (* 12. července 1991 Gijón) je španělský profesionální tenista. Ve své dosavadní kariéře na okruhu ATP Tour vyhrál sedm turnajů ve dvouhře a čtyři ve čtyřhře. Na challengerech ATP a okruhu ITF získal dvacet tři titulů ve dvouhře a čtyři ve čtyřhře.
Na žebříčku ATP byl ve dvouhře nejvýše klasifikován v září 2017 na 10. místě a ve čtyřhře pak v červenci téhož roku na 16. místě. Trénují ho krajané Samuel López a Cesar Fàbregas.
Ve španělském daviscupovém týmu debutoval v roce 2016 utkáním 1. skupiny zóny Evropy a Afriky proti Rumunsku, v němž už za rozhodnutého stavu vyhrál ve dvou setech nad Adrianem Ungurem. Španělsko v sérii zvítězilo 4:1 na zápasy. Do roku 2021 v soutěži nastoupil k šesti mezistátním utkáním s bilancí 2–4 ve dvouhře a 1–1 ve čtyřhře.
Španělsko reprezentoval na Letních olympijských hrách 2020 v Tokiu. Po semifinálové prohře s Rusem Karenem Chačanovem přehrál v zápase o bronz světovou jedničku Novaka Djokoviće.

## Tenisová kariéra
Na juniorském kombinovaném žebříčku ITF byl nejvýše hodnocen v únoru 2009, kdy mu patřilo 6. místo.
V rámci hlavních soutěží událostí okruhu ITF debutoval v roce 2008, když na turnaj v Irunu s dotací 15 tisíc dolarů obdržel divokou kartu. V úvodním kole podlehl Carlosi Rexachovi-Itoizovi. Premiérový singlový titul v této úrovni vybojoval ve španělské Melille po finálové výhře nad krajanem Andonim Vivancem-Guzmánem. Na challengerech ATP se poprvé objevil v roce 2010 v kvalifikaci v marockém Tangeru.
Ve dvouhře okruhu ATP Tour debutoval na turnaji Barcelona Open Banco Sabadell 2011, kde dostal od pořadatelů divokou kartu. Na úvod hlavní soutěže nestačil ve třech setech na francouzského hráče Benoîta Paireho. Premiérové finále na okruhu ATP Tour odehrál na Ecuador Open Quito 2016, když ve finále čtyřhry s Argentincem Guillermem Duránem porazili brazilskou dvojici Thomaz Bellucci a Marcelo Demoliner výsledkem 7–5 a 6–4.
Debut v hlavní soutěži nejvyšší grandslamové kategorie zaznamenal v mužském singlu French Open 2013, když postoupil z kvalifikace do hlavní části turnaje. V úvodním kole nenašel recept na Švýcara Rogera Federera, kterému podlehl ve třech setech.

### 2017: Semifinalista US Open a průnik do první světové desítky
Po čtvrtfinále na lednovém Apia International Sydney vypadl ve třetím kole Australian Open s Uzbekem Denisem Istominem. Mezi poslední čtveřici startujících se probojoval i v melbournské mužské čtyřhře po boku krajana Guillerma Garcíi Lópeze. Na buenosaireském Argentina Open jej před branami finále vyřadil pozdější vítěz Alexandr Dolgopolov z Ukrajiny po dvousetovém průběhu. Navazují týden prošel do debutového finále události kategorie ATP 500, když na cestě pavoukem Rio Open odvrátil mečbol norskému teenagerovi Casperu Ruudovi, než v zápase o titul podlehl Rakušanu Dominicu Thiemovi. Přesto si z brazilského turnaje odvezl trofej z mužského deblu, do něhož nastoupil s Uruguaycem Pablem Cuevasem. Deblový spoluhráč a dvojnásobný obhájce Cuevas jej pak vyřadila v semifinále Brasil Open v Sau Paulu.
Březnový BNP Paribas Open v Indian Wells znamenal první semifinálovou účast v sérii Masters poté, co ve čtvrtfinále odvrátil dva mečboly Cuevasovi. Na kalifornské události jej zastavila až světová trojka Stan Wawrinka po dvousetovém průběhu. Bodový zisk jej po turnaji posunul na nové kariérní maximum, 19. příčku. Na Miami Open v Key Byscaine obdržel volný los do druhého kola, aby jej v něm vyřadil Argentinec Federico Delbonis. Ve španělském týmu odehrál čtvrtfinále světové skupiny Davis Cupu proti Srbsku a z obou duelů odešel poražen. Ve dvouhře nestačil na Viktora Troického a s Marcem Lópezem prohrál i sobotní čtyřhru proti Troickému se Zimonjićem. Srbové zvítězili 4:1 na zápasy.
Antukovou sezónu otevřel na dubnovém Monte-Carlo Masters porážkou ve třetí fázi od světové dvojky Novaka Djokoviće ve třech setech. Do stejného kola se podíval i na Barcelona Open Banc Sabadell, kde na jeho raketě zůstali Tommy Robredo a Richard Gasquet, aby poté nestačil na šťastného poraženého kvalifikanta Juiči Sugitu. Na květnovém Estoril Open zvládl roli favorita, když jako nejvýše nasazený ve finále zdolal 33letou lucemburskou turnajovou trojku Gillese Müllera po dvousetovém průběhu. Během turnaje neztratil žádný set. Připsal si tak třetí singlový titul na okruhu ATP Tour a první z antukového povrchu.
Po časném vyřazení z Mutua Madrid Open i římského Internazionali BNL d'Italia se probojoval do svého premiérového čtvrtfinále na grandslamu. Na pařížské antuce French Open zdolal ve třetí fázi jedenáctého nasazeného Grigora Dimitrova a turnajovou pětku Milose Raonice po pětisetové bitvě.
Newyorské US Open přineslo první účast v grandslamovém semifinále, do něhož prošel bez ztráty sady. Mezi poslední osmičkou hráčů porazil Argentince Diega Schwartzmana a následně jej zdolal jihoafrický tenista Kevin Anderson po čtyřsetovém průběhu.

## Finále na Grand Slamu

### Mužská čtyřhra: 1 (0–1)
| Stav      | Rok  | Turnaj  | Povrch | Spoluhráč              | Soupeři ve finále         | Výsledek |
| --------- | ---- | ------- | ------ | ---------------------- | ------------------------- | -------- |
| Finalista | 2016 | US Open | tvrdý  | Guillermo García-López | Jamie Murray Bruno Soares | 2–6, 3–6 |

## Zápasy o olympijské medaile

### Mužská dvouhra: 1 (1 bronz)
| Stav  | rok  | místo konání    | povrch | soupeř         | výsledek           |
| ----- | ---- | --------------- | ------ | -------------- | ------------------ |
| Bronz | 2020 | Tokio, Japonsko | tvrdý  | Novak Djoković | 6–4, 6–7(6–8), 6–3 |

## Finále na okruhu ATP Tour
| Legenda                              |
| D – dvouhra; Č – čtyřhra             |
| Grand Slam (0–1 Č)                   |
| Turnaj mistrů (0)                    |
| ATP Tour Masters 1000 (1–0 D; 1–1 Č) |
| ATP Tour 500 (1–2 D; 2–1 Č)          |
| ATP Tour 250 (5–3 D; 1–2 Č)          |

### Dvouhra: 12 (7–5)
| Stav      | č. | datum             | turnaj                       | povrch    | soupeř ve finále      | výsledek                |
| --------- | -- | ----------------- | ---------------------------- | --------- | --------------------- | ----------------------- |
| Finalista | 1. | 28. února 2016    | São Paulo, Brazílie          | antuka    | Pablo Cuevas          | 6–7(4–7), 3–6           |
| Finalista | 2. | 1. května 2016    | Cascais, Portugalsko         | antuka    | Nicolás Almagro       | 7–6(8–6), 6–7(5–7), 3–6 |
| Vítěz     | 1. | 27. srpna 2016    | Winston-Salem, Spojené státy | tvrdý     | Roberto Bautista Agut | 6–7(6–8), 7–6(7–1), 6–4 |
| Vítěz     | 2. | 23. října 2016    | Moskva, Rusko                | tvrdý (h) | Fabio Fognini         | 4–6, 6–3, 6–2           |
| Finalista | 3. | 26. února 2017    | Rio de Janeiro, Brazílie     | antuka    | Dominic Thiem         | 5–7, 4–6                |
| Vítěz     | 3. | 7. května 2017    | Estoril, Portugalsko         | antuka    | Gilles Müller         | 6–2, 7–6(7–5)           |
| Vítěz     | 4. | 29. září 2019     | Čcheng-tu, Čína              | tvrdý     | Alexandr Bublik       | 6–7(5–7), 6–4, 7–6(7–3) |
| Vítěz     | 5. | 11. dubna 2021    | Marbella, Španělsko          | antuka    | Jaume Munar           | 6–1, 2–6, 6–4           |
| Vítěz     | 6. | 18. července 2021 | Hamburk, Německo             | antuka    | Filip Krajinović      | 6–2, 6–4                |
| Finalista | 4. | 26. září 2021     | Méty, Francie                | tvrdý (h) | Hubert Hurkacz        | 6–7(2–7), 3–6           |
| Finalista | 5. | 24. dubna 2022    | Barcelona, Španělsko         | antuka    | Carlos Alcaraz        | 3–6, 2–6                |
| Vítěz     | 7. | 14. srpna 2022    | Montréal, Kanada             | tvrdý     | Hubert Hurkacz        | 3–6, 6–3, 6–3           |

### Čtyřhra: 9 (4–5)
| Stav      | č. | datum           | turnaj                           | povrch | spoluhráč              | soupeři ve finále                 | výsledek              |
| --------- | -- | --------------- | -------------------------------- | ------ | ---------------------- | --------------------------------- | --------------------- |
| Vítěz     | 1. | 6. února 2016   | Quito, Ekvádor                   | antuka | Guillermo Durán        | Thomaz Bellucci Marcelo Demoliner | 7–5, 6–4              |
| Finalista | 1. | 21. února 2016  | Rio de Janeiro, Brazílie         | antuka | David Marrero          | Juan Sebastián Cabal Robert Farah | 6–7(5–7), 1–6         |
| Finalista | 2. | 27. února 2016  | São Paulo, Brazílie              | antuka | David Marrero          | Julio Peralta Horacio Zeballos    | 6–4, 1–6, [5–10]      |
| Finalista | 3. | 10. září 2016   | US Open, New York, Spojené státy | tvrdý  | Guillermo García-López | Jamie Murray Bruno Soares         | 2–6, 3–6              |
| Finalista | 4. | 1. října 2016   | Čcheng-tu, ČLR                   | tvrdý  | Mariusz Fyrstenberg    | Raven Klaasen Rajeev Ram          | 6–7(2–7), 5–7         |
| Vítěz     | 2. | 9. října 2016   | Peking, ČLR                      | tvrdý  | Rafael Nadal           | Jack Sock Bernard Tomic           | 6–7(6–8), 6–2, [10–8] |
| Vítěz     | 3. | 25. února 2017  | Rio de Janeiro, Brazílie         | antuka | Pablo Cuevas           | Juan Sebastián Cabal Robert Farah | 6–4, 5–7, [10–8]      |
| Finalista | 5. | 20. května 2018 | Řím, Itálie                      | antuka | João Sousa             | Juan Sebastián Cabal Robert Farah | 6–3, 4–6, [4–10]      |
| Vítěz     | 4. | 29. srpna 2020  | New York, Spojené státy          | tvrdý  | Alex de Minaur         | Jamie Murray Neal Skupski         | 6–2, 7–5              |

## Vítězství na challengerech ATP a okruhu Futures
| Legenda          |
| ---------------- |
| Challengery (11) |
| Futures (12)     |

### Dvouhra (23)
| č.  | datum             | turnaj                            | povrch  | soupeř ve finále        | výsledek           |
| --- | ----------------- | --------------------------------- | ------- | ----------------------- | ------------------ |
| 1.  | 27. června 2009   | Melilla, Španělsko                | tvrdý   | Andoni Vivanco-Guzmán   | 6–4, 6–4           |
| 2.  | 11. dubna 2010    | Madrid, Španělsko                 | tvrdý   | Kārlis Lejnieks         | 7–5, 6–7(5-7), 6–3 |
| 3.  | 23. ledna 2011    | Mallorca, Španělsko               | antuka  | Pedro Clar-Roselló      | 2–6, 6–2, 6–3      |
| 4.  | 13. února 2011    | Murcia, Španělsko                 | antuka  | Pablo Santos            | 1–0skreč.          |
| 5.  | 29. května 2011   | Alessandria, Itálie               | antuka  | Roberto Bautista Agut   | 3–6, 6–3, 7–5      |
| 6.  | 13. srpna 2011    | Irun, Španělsko                   | antuka  | Martín Alund            | 6-4, 6–7(4-7), 6–4 |
| 7.  | 4. září 2011      | Città di Como, Itálie             | antuka  | Andreas Beck            | 6–4, 7–6(7–4)      |
| 8.  | 27. ledna 2013    | Antalya, Turecko                  | tvrdý   | Toni Androić            | 6–3, 6–2           |
| 9.  | 10. února 2013    | Mallorca, Španělsko               | antuka  | Alessio di Mauro        | 6–1, 6–1           |
| 10. | 17. února 2013    | Mallorca, Španělsko               | antuka  | Taró Daniel             | 6–3, 5–7, 6–1      |
| 11. | 24. února 2013    | Murcia, Španělsko                 | antuka  | Roberto Carballés Baena | 6–7(7–9), 6–3, 6–3 |
| 12. | 2. března 2013    | Cartagena, Španělsko              | antuka  | Roberto Carballés Baena | 6–1, 6–0           |
| 13. | 17. března 2013   | Badalona, Španělsko               | antuka  | Jordi Samper Montaña    | 2–6, 6–1, 7–6      |
| 14. | 24. března 2013   | Villajoyosa, Španělsko            | koberec | Roberto Carballés Baena | 6–3, 6–7, 6–3      |
| 15. | 22. června 2013   | Tanger, Maroko                    | antuka  | Michail Kukuškin        | 6–2, 4–1skreč      |
| 16. | 4. srpna 2013     | El Espinar, Španělsko             | tvrdý   | Albano Olivetti         | 6–4, 7–6(7–2)      |
| 17. | 18. srpna 2013    | Cordenons, Španělsko              | tvrdý   | Grégoire Burquier       | 6–4, 6–4           |
| 18. | 1. září 2013      | Città di Como, Itálie             | antuka  | Dominic Thiem           | 6–2, 5–7, 6–0      |
| 19. | 15. června 2014   | Città di Caltanissetta, Španělsko | antuka  | Facundo Bagnis          | 4–6, 6–4, 6–1      |
| 20. | 21. června 2014   | Mohammedia, Maroko                | antuka  | Daniel Muñoz de la Nava | 7–6(7–2), 2–6, 6–2 |
| 21. | 14. září 2014     | Sevilla, Španělsko                | antuka  | Taró Daniel             | 6–4, 6–1           |
| 22. | 21. června 2015   | Perugia, Itálie                   | antuka  | Matteo Viola            | 6–2, 6–2           |
| 23. | 19. července 2015 | Poznań, Polsko                    | antuka  | Radu Albot              | 6–4, 6–4           |